# Equitazione ai Giochi della XXXIII Olimpiade - Concorso completo individuale
Il concorso completo individuale ai giochi olimpici della XXXIII Olimpiade di Parigi si è svolto dal 27 al 29 luglio 2024 presso la Reggia di Versailles. Questa è stata la 26ª edizione dell'evento, che si è svolto in tutte le Olimpiadi estive da quando è stato introdotto nel 1912.
Hanno partecipato all'evento 64 cavalieri provenienti da 26 nazionalità. Come tutti gli altri eventi di equitazione, ilconcorso completo individuale è aperto a tutti i generi, con atleti maschi e femmine che competono nella stessa categoria.
La competizione è stata vinta dal tedesco Michael Jung con il cavallo Chipmunk Frh. Michael Jung ha così conquistato per la terza volta il titolo olimpico in questa disciplina e ha confermato per la quinta Olimpiade consecutiva la Germania come nazione vincitrice.

## Formato della competizione
La competizione del concorso completo individuale prevede che tutti i cavalieri partecipino a tre prove (dressage, cross country e salto ostacoli) con i primi 25 cavalieri che avanzano a una seconda prova di salto. I punteggi delle prime tre prove vengono sommati per determinare i finalisti; i punteggi di tutte e quattro le prove vengono sommati per ottenere il punteggio finale dei finalisti.
- Prova di dressage: Una competizione di dressage accorciata, con penalità basate sul punteggio di dressage.
- Prova di cross-country: Una corsa su un percorso di cross-country di 4,5 chilometri. Il tempo previsto è di 8 minuti (570 metri al minuto), con penalità per il superamento di tale tempo. Ci sono un massimo di 38 ostacoli, con penalità per gli errori. Partenze scaglionate.
- Prova di salto: Un percorso di salto di 600 metri, con 11 o 12 ostacoli (inclusi salti doppi e tripli, con un massimo di 16 salti in totale). Altezza massima degli ostacoli è 1,25 metri. La velocità richiesta è di 375 metri/minuto (limite di tempo di 1:36). Penalità sono assegnate per il superamento del limite di tempo e per gli errori sugli ostacoli.
- Prova finale di salto: Un percorso di salto più corto (360–500 metri). Numero massimo di ostacoli è 9, con un massimo di 12 salti. La velocità richiesta rimane 375 metri al minuto. Gli ostacoli possono essere leggermente più alti (1,30 metri).

## Programma
L'evento si svolge in tre giorni, iniziando con il dressage seguito dal cross-country e dal salto nei due giorni successivi.

## Risultati

### Dressage
La classifica dopo la gara di dressage svoltasi il primo giorno:
| Pos. | Nazione       | Numero Cav. | Cavaliere                | Cavallo                   | Dressage |
| ---- | ------------- | ----------- | ------------------------ | ------------------------- | -------- |
| 1    | Gran Bretagna | 33          | Laura Collett            | London 52                 | 17.5     |
| 2    | Germania      | 49          | Michael Jung             | Chipmunk Frh              | 17.8     |
| 3    | Cina          | 43          | Alex Hua Tian            | Jilsonne Van Bareelhof    | 22       |
| 3    | Australia     | 50          | Christopher Burton       | Shadow Man                | 22       |
| 5    | Svizzera      | 53          | Felix Vogg               | Dao De L'Ocean            | 22.1     |
| 6    | Gran Bretagna | 57          | Rosalind Canter          | Lordships Graffalo        | 23.4     |
| 7    | Francia       | 39          | Stéphane Landois         | Chaman Dumontceau         | 24.4     |
| 8    | Giappone      | 36          | Yoshiaki Oiwa            | Mgh Grafton Street        | 25.5     |
| 9    | Nuova Zelanda | 35          | Clarke Johnstone         | Menlo Park                | 25.7     |
| 9    | Italia        | 61          | Giovanni Ugolotti        | Swirly Temptress          | 25.7     |
| 11   | Gran Bretagna | 9           | Tom McEwen               | Jl Dublin                 | 25.8     |
| 12   | Nuova Zelanda | 59          | Tim Price                | Falco                     | 26.5     |
| 13   | Belgio        | 16          | Karin Donckers           | Leipheimer Van 'T Verahof | 26.6     |
| 13   | Italia        | 37          | Evelina Bertoli          | Fidjy Des Melezes         | 26.6     |
| 15   | Germania      | 1           | Julia Krajewski          | Nickel 21                 | 26.9     |
| 16   | Paesi Bassi   | 62          | Raf Kooremans            | Radar Love                | 27       |
| 17   | Francia       | 63          | Nicolas Touzaint         | Diabolo Menthe            | 27.2     |
| 18   | Giappone      | 60          | Kazuma Tomoto            | Vinci De La Vigne         | 27.4     |
| 19   | Stati Uniti   | 30          | Elisabeth Halliday       | Nutcracker                | 28       |
| 20   | Svizzera      | 29          | Robin Godel              | Grandeur De Lully Ch      | 29.1     |
| 21   | Germania      | 25          | Christoph Wahler         | Carjatan S                | 29.4     |
| 22   | Francia       | 15          | Florent Laghouag Karim   | Triton Fontaine           | 29.6     |
| 23   | Belgio        | 64          | Lara de Liedekerke-Meier | Origi                     | 30       |
| 24   | Spagna        | 17          | Carlos Diaz Fernandez    | Taraje Cp 21.10           | 30.2     |
| 25   | Stati Uniti   | 6           | Caroline Pamukcu         | Hsh Blake                 | 30.4     |
| 26   | Stati Uniti   | 54          | Boyd Martin              | Fedarman B                | 30.5     |
| 27   | Nuova Zelanda | 11          | Jonelle Price            | Hiarado                   | 30.8     |
| 28   | Irlanda       | 52          | Austin O'Connor          | Colorado Blue             | 31.7     |
| 29   | Paesi Bassi   | 14          | Janneke Boonzaaijer      | Champ De Tailleur         | 31.9     |
| 30   | Danimarca     | 23          | Peter Flarup             | Fascination               | 32.4     |
| 30   | Brasile       | 34          | Rafael Losano            | Withington                | 32.4     |
| 32   | Irlanda       | 28          | Susannah Berry           | Wellfields Lincoln        | 33       |
| 33   | Svezia        | 8           | Sofia Sjöborg            | Bryjamolga Vh Marienshof  | 33.3     |
| 33   | Svezia        | 32          | Frida Andersen           | Box Leo                   | 33.3     |
| 33   | Brasile       | 58          | Márcio Jorge             | Castle Howard Casanova    | 33.3     |
| 36   | Cina          | 20          | Sun Huadong              | Lady Chin V'T Moerven Z   | 33.6     |
| 37   | Giappone      | 12          | Ryuzo Kitajima           | Cekatinka                 | 34.5     |
| 38   | Australia     | 2           | Shane Rose               | Virgil                    | 34.6     |
| 39   | Polonia       | 55          | Robert Powała            | Tosca Del Castegno        | 34.7     |
| 40   | Paesi Bassi   | 38          | Sanne de Jong            | Enjoy                     | 34.8     |
| 41   | Australia     | 26          | Kevin McNab              | Don Quidam                | 34.9     |
| 42   | Canada        | 3           | Michael Winter           | El Mundo                  | 35.2     |
| 43   | Finlandia     | 41          | Sanna Siltakorpi         | Bofey Click               | 35.4     |
| 43   | Canada        | 51          | Jessica Phoenix          | Freedom Gs                | 35.4     |
| 45   | Rep. Ceca     | 47          | Miloslav Prihoda         | Ferreolus Lat             | 35.7     |
| 46   | Canada        | 27          | Karl Slezak              | Hot Bobo                  | 35.8     |
| 46   | Polonia       | 31          | Jan Kaminski             | Jard                      | 35.8     |
| 48   | Marocco       | 45          | Noor Slaoui              | Cash In Hand              | 36.4     |
| 49   | Austria       | 46          | Harald Ambros            | Vitorio Du Montet         | 36.5     |
| 50   | Finlandia     | 22          | Veera Manninen           | Sir Greg                  | 36.8     |
| 51   | Brasile       | 10          | Carlos Parro             | Safira                    | 37.7     |
| 51   | Ecuador       | 21          | Ronald Zabala            | Forever Young Wundermaske | 37.7     |
| 51   | Svezia        | 56          | Louise Romeike           | Caspian 15                | 37.7     |
| 54   | Irlanda       | 4           | Sarah Ennis              | Action Lady M             | 37.7     |
| 55   | Svizzera      | 5           | Mélody Johner            | Toubleu de Rueire         | 38.4     |
| 56   | Sudafrica     | 42          | Alexander Peternell      | Figaro des Premices       | 39.0     |
| 57   | Polonia       | 7           | Małgorzata Korycka       | Canvalencia               | 39.4     |
| 58   | Spagna        | 24          | Esteban Benitez Valle    | Utrera AA 35              | 39.9     |
| 59   | Portogallo    | 44          | Manuel Grave             | Carat de Bremoy           | 40.9     |
| 60   | Ecuador       | 48          | Nicolas Wettstein        | Altier D'Aurois           | 42.3     |
| 61   | Belgio        | 40          | Tine Magnus              | Did van het Lichterveld Z | 44.0     |
| 62   | Ungheria      | 18          | Balázs Kaizinger         | Herr Cooles Classico      | 45.8     |
| 63   | Rep. Ceca     | 19          | Miroslav Trunda          | Shutterflyke              | 53.0     |
| -    | Italia        | 13          | Emiliano Portale         | Future                    | EL       |

### Cross country
La classifica del secondo giorno dopo la competizione di cross country:
| Pos. | Nazionalità   | Cavaliere                  | Cavallo                   | Dressage         | Cross Country | Totale    |          |
| ---- | ------------- | -------------------------- | ------------------------- | ---------------- | ------------- | --------- | -------- |
| 1    | Germania      | Michael Jung               | CHIPMUNK FRH              | 17.8             | 0.0           | 17.8      |          |
| 2    | Regno Unito   | Laura Collett              | LONDON 52                 | 17.5             | 0.8           | 18.3      |          |
| 3    | Australia     | Christopher Burton         | SHADOW MAN                | 22.0             | 0.0           | 22.0      |          |
| 4    | Svizzera      | Felix Vogg                 | DAO DE L'OCEAN            | 22.1             | 0.0           | 22.1      |          |
| 5    | Giappone      | Yoshiaki Oiwa              | MGH GRAFTON STREET        | 25.5             | 0.0           | 25.5      |          |
| 6    | Regno Unito   | Tom McEwen                 | JL DUBLIN                 | 25.8             | 0.0           | 25.8      |          |
| 7    | Francia       | Stephane Landois           | CHAMAN DUMONTCEAU         | 24.4             | 2.8           | 27.2      |          |
| 8    | Giappone      | Kazuma Tomoto              | VINCI DE LA VIGNE         | 27.4             | 0.0           | 27.4      |          |
| 9    | Nuova Zelanda | Tim Price                  | FALCO                     | 26.5             | 2.0           | 28.5      |          |
| 10   | Francia       | Karim Florent Laghouag     | TRITON FONTAINE           | 29.6             | 0.0           | 29.6      |          |
| 11   | Francia       | Nicolas Touzaint           | DIABOLO MENTHE            | 27.2             | 3.2           | 30.4      |          |
| 12   | Nuova Zelanda | Clarke Johnstone           | MENLO PARK                | 25.7             | 4.8           | 30.5      |          |
| 13   | Belgio        | Lara de Liedekerke - Meier | ORIGI                     | 30.0             | 1.2           | 31.2      |          |
| 14   | Germania      | Julia Krajewski            | NICKEL 21                 | 26.9             | 4.8           | 31.7      |          |
| 15   | Irlanda       | Austin O'Connor            | COLORADO BLUE             | 31.7             | 0.0           | 31.7      |          |
| 16   | Paesi Bassi   | Janneke Boonzaaijer        | CHAMP DE TAILLEUR         | 31.9             | 0.0           | 31.9      |          |
| 17   | Stati Uniti   | Boyd Martin                | FEDARMAN B                | 30.5             | 1.6           | 32.1      |          |
| 18   | Paesi Bassi   | Raf Kooremans              | RADAR LOVE                | 27.0             | 5.6           | 32.6      |          |
| 19   | Italia        | Evelina Bertoli            | FIDJY DES MELEZES         | 26.6             | 6.4           | 33.0      |          |
| 20   | Svezia        | Frida Andersen             | BOX LEO                   | 33.3             | 0.0           | 33.3      |          |
| 21   | Belgio        | Karin Donckers             | LEIPHEIMER VAN 'T VERAHOF | 26.6             | 7.2           | 33.8      |          |
| 22   | Stati Uniti   | Elisabeth Halliday         | NUTCRACKER                | 28.0             | 6.0           | 34.0      |          |
| 23   | Australia     | Shane Rose                 | VIRGIL                    | 34.6             | 2.8           | 37.4      |          |
| 24   | Regno Unito   | Rosalind Canter            | LORDSHIPS GRAFFALO        | 23.4             | 15.0          | 38.4      |          |
| 25   | Svezia        | Louise Romeike             | CASPIAN 15                | 37.7             | 0.8           | 38.5      |          |
| 26   | Svizzera      | Robin Godel                | GRANDEUR DE LULLY CH      | 29.1             | 9.6           | 38.7      |          |
| 27   | Canada        | Karl Slezak                | HOT BOBO                  | 35.8             | 4.8           | 40.6      |          |
| 28   | Giappone      | Ryuzo Kitajima             | CEKATINKA                 | 34.5             | 6.4           | 40.9      |          |
| 29   | Irlanda       | Sarah Ennis                | ACTION LADY M             | 38.0             | 3.2           | 41.2      |          |
| 30   | Svizzera      | Melody Johner              | TOUBLEU DE RUEIRE         | 38.4             | 3.2           | 41.6      |          |
| 30   | Brasile       | Rafael Losano              | WITHINGTON                | 32.4             | 9.2           | 41.6      |          |
| 32   | Cina          | Alex Hua Tian              | JILSONNE VAN BAREELHOF    | 22.0             | 20.6          | 42.6      |          |
| 33   | Austria       | Harald Ambros              | VITORIO DU MONTET         | 36.5             | 6.8           | 43.3      |          |
| 34   | Belgio        | Tine Magnus                | DIA VAN HET LICHTERVELD Z | 44.0             | 2.0           | 46.0      |          |
| 35   | Spagna        | Carlos Diaz Fernandez      | TARAJE CP 21.10           | 30.2             | 17.6          | 47.8      |          |
| 36   | Irlanda       | Susannah Berry             | WELLFIELDS LINCOLN        | 33.0             | 15.2          | 48.2      |          |
| 37   | Svezia        | Sofia Sjöborg              | BRYJAMOLGA VH MARIENSHOF  | 33.3             | 15.0          | 48.3      |          |
| 38   | Canada        | Michael Winter             | EL MUNDO                  | 35.2             | 14.4          | 49.6      |          |
| 39   | Finlandia     | Veera Manninen             | SIR GREG                  | 36.8             | 18.4          | 55.2      |          |
| 40   | Finlandia     | Sanna Siltakorpi           | BOFEY CLICK               | 35.4             | 20.8          | 57.2      |          |
| 41   | Nuova Zelanda | Jonelle Price              | HIARADO                   | 30.8             | 28.4          | 59.2      |          |
| 42   | Brasile       | Carlos Parro               | SAFIRA                    | 37.7             | 22.4          | 60.1      |          |
| 43   | Marocco       | Noor Slaoui                | CASH IN HAND              | 36.4             | 24.0          | 60.4      |          |
| 44   | Polonia       | Małgorzata Korycka         | CANVALENCIA               | 39.4             | 21.2          | 60.6      |          |
| 45   | Ungheria      | Balázs Kaizinger           | HERR COOLES CLASSICO      | 45.8             | 16.0          | 61.8      |          |
| 46   | Italia        | Giovanni Ugolotti          | SWIRLY TEMPTRESS          | 25.7             | 36.4          | 62.1      |          |
| 47   | Stati Uniti   | Caroline Pamukcu           | HSH BLAKE                 | 30.4             | 32.0          | 62.4      |          |
| 48   | Danimarca     | Peter T. Flarup            | FASCINATION               | 32.4             | 33.6          | 66.0      |          |
| 49   | Canada        | Jessica Phoenix            | FREEDOM GS                | 35.4             | 32.4          | 67.8      |          |
| 50   | Spagna        | Valle Esteban Benitez      | UTRERA AA 35 1            | 39.9             | 29.0          | 68.9      |          |
| 51   | Sudafrica     | Alexander Peternell        | FIGARO DES PREMICES       | 39.0             | 33.2          | 72.2      |          |
| 52   | Brasile       | Márcio Jorge               | CASTLE HOWARD CASANOVA    | 33.3             | 42.4          | 75.7      |          |
| 53   | Paesi Bassi   | Sanne de Jong              | ENJOY                     | 34.8             | 48.2          | 83.0      |          |
| 54   | Polonia       | Robert Powała              | TOSCA DEL CASTEGNO        | 34.7             | 60.0          | 94.7      |          |
| 55   | Ecuador       | Nicolas Wettstein          | ALTIER D'AUROIS           | 42.3             | 65.4          | 107.7     |          |
| 56   | Rep. Ceca     | Miroslav Trunda            | SHUTTERFLYKE              | 53.0             | 72.0          | 125.0     |          |
|      | Australia     | Kevin Mcnab                | DON QUIDAM                | Template:FlagIOC | 34.9          | Ritirato  | Ritirato |
|      | Ecuador       | Ronald Zabala              | FOREVER YOUNG WUNDERMASKE | 37.7             | Eliminato     | Eliminato |          |
|      | Germania      | Christoph Wahler           | CARJATAN S                | 29.4             | Eliminato     | Eliminato |          |
|      | Polonia       | Jan Kaminski               | JARD                      | 35.8             | Eliminato     | Eliminato |          |
|      | Germania      | Manuel Grave               | CARAT DE BREMOY           | 40.9             | Eliminato     | Eliminato |          |
|      | Rep. Ceca     | Miloslav Prihoda           | FERREOLUS LAT             | 35.7             | Eliminato     | Eliminato |          |
|      | Cina          | Sun Huadong                | LADY CHIN V'T MOERVEN Z   | 33.6             | Ritirato      | Ritirato  |          |
|      | Italia        | Emiliano Portale           | FUTURE                    | Eliminato        | Eliminato     | Eliminato |          |

### Classifica finale dopo il secondo salto
La classifica finale dopo il secondo salto, dei 25 cavalieri qualificati:
| Pos. | Nazione       | Cavaliere                  | Cavallo                   | Penalità | Penalità | Penalità | Penalità | Penalità |
| Pos. | Nazione       | Cavaliere                  | Cavallo                   | Dressage | Cross C. | Salto 1  | Salto 2  | Tot.     |
| ---- | ------------- | -------------------------- | ------------------------- | -------- | -------- | -------- | -------- | -------- |
|      | Germania      | Michael Jung               | CHIPMUNK FRH              | 17.8     | 0.0      | 4.0      | 0.0      | 21.8     |
|      | Australia     | Chris Burton               | SHADOW MAN                | 22.0     | 0.0      | 0.4      | 0.0      | 22.4     |
|      | Gran Bretagna | Laura Collett              | LONDON 52                 | 17.5     | 0.8      | 4.8      | 0.0      | 23.1     |
| 4    | Gran Bretagna | Tom McEwen                 | JL DUBLIN                 | 25.8     | 0.0      | 0.0      | 0.0      | 25.8     |
| 5    | Giappone      | Kazuma Tomoto              | VINCI DE LA VIGNE         | 27.4     | 0.0      | 0.0      | 0.0      | 27.4     |
| 6    | Nuova Zelanda | Tim Price                  | FALCO                     | 26.5     | 2.0      | 0.0      | 0.0      | 28.5     |
| 7    | Giappone      | Yoshiaki Oiwa              | MGH GRAFTON STREET        | 25.5     | 0.0      | 0.4      | 4.4      | 30.3     |
| 8    | Svizzera      | Felix Vogg                 | DAO DE L'OCEAN            | 22.1     | 0.0      | 4.0      | 4.4      | 30.5     |
| 9    | Paesi Bassi   | Janneke Boonzaaijer        | CHAMP DE TAILLEUR         | 31.9     | 0.0      | 0.0      | 0.0      | 31.9     |
| 10   | Germania      | Julia Krajewski            | NICKEL 21                 | 26.9     | 4.8      | 0.4      | 0.0      | 32.1     |
| 11   | Stati Uniti   | Boyd Martin                | FEDARMAN B                | 30.5     | 1.6      | 0.0      | 0.0      | 32.1     |
| 12   | Svezia        | Frida Andersen             | BOX LEO                   | 33.3     | 0.0      | 0.0      | 0.0      | 33.3     |
| 13   | Francia       | Stephane Landois           | CHAMAN DUMONTCEAU         | 24.4     | 2.8      | 4.4      | 4.0      | 35.6     |
| 14   | Belgio        | Lara de Liedekerke - Meier | ORIGI                     | 30.0     | 1.2      | 4.4      | 0.0      | 35.6     |
| 15   | Francia       | Karim Florent Laghouag     | TRITON FONTAINE           | 29.6     | 0.0      | 4.0      | 4.0      | 37.6     |
| 16   | Belgio        | Karin Donckers             | LEIPHEIMER VAN 'T VERAHOF | 26.6     | 7.2      | 4.0      | 0.4      | 38.2     |
| 17   | Francia       | Nicolas Touzaint           | DIABOLO MENTHE            | 27.2     | 3.2      | 8.0      | 0.0      | 38.4     |
| 18   | Irlanda       | Austin O'Connor            | COLORADO BLUE             | 31.7     | 0.0      | 8.0      | 0.0      | 39.7     |
| 19   | Nuova Zelanda | Clarke Johnstone           | MENLO PARK                | 25.7     | 4.8      | 4.4      | 4.8      | 39.7     |
| 20   | Stati Uniti   | Elisabeth Halliday         | NUTCRACKER                | 28.0     | 6.0      | 0.8      | 5.2      | 40.0     |
| 21   | Australia     | Shane Rose                 | VIRGIL                    | 34.6     | 2.8      | 4.4      | 0.0      | 41.8     |
| 22   | Gran Bretagna | Rosalind Canter            | LORDSHIPS GRAFFALO        | 23.4     | 15.0     | 4.0      | 0.0      | 42.4     |
| 23   | Italia        | Evelina Bertoli            | FIDJY DES MELEZES         | 26.6     | 6.4      | 5.2      | 4.4      | 42.6     |
| 24   | Svezia        | Louise Romeike             | CASPIAN 15                | 37.7     | 0.8      | 5.6      | 0.4      | 44.5     |
| 25   | Cina          | Alex Hua Tian              | JILSONNE VAN BAREELHOF    | 22.0     | 20.6     | 1.6      | 8.0      | 52.2     |